# Monster (település)
Monster egy város Dél-Holland tartományban Hollandiában. Westland település része, Hágától 10 km-re délnyugatra fekszik.
Monster falu lakossága nagyjából 11 580 fő.
A környéket is magában foglaló  Monster statisztikai régió lélekszáma 14.540 lakos.
2004-ig önálló település volt 20.15 km² területtel (melyből 5.70 km² volt víz).
Monster régebben magában foglalta, Poeldijk és Ter Heijde városokat. Monster és Ter Heijde az Északi-tenger partján fekszik, és népszerű strandjaik vannak.

## Története
A XIII. században egyezséget kötött Westland, Loosduinen és Hága megállapodást kötött Monsterben. Hága létrejöttével felosztották a területet Haag-ambachtra és Half-Loosduinenre. Az utóbbi falu 1812-ben külön vált Monster től. A régi dicsőség pompája még mindig látható olyan épületeken, mint az Ockenburgh, Bloemendaal, Solleveld és a Langeveld.
A "Monster" név eredetét homály fedi. Talán a latin monasteriumból származik, melynek a jelentése kolostor. A nevet arra a területre is használták, ami a monostorhoz tartozott. Egy másik magyarázat szerint Monster neve az óholland monsterből származik, ami többek között "nagy templomot" (latin eredetije: monstrum) jelentett, amit az is alátámaszt, hogy azokban a napokban Monsternek volt a környéken a legmagasabb temploma.
Monster  régen zarándok utak célpontja volt, mert  Machutus plébániája őrizte a szent néhány ereklyéjét. Emberek azért jártak ide, hogy meggyógyuljanak a „leeső betegségtől”, ami valószínűleg az epilepszia lehetett.

## Híres emberek
- I. János, Polanen lorjda (c. 1285–1342), Polanen, De Lek és Breda ura.
- Arnold Vinnius (1588–1657), bíró
- Gerard Schouw (1965 – ), politikus
- Arantxa Rus (1990 – ), teniszező
- Yvette Broch (1990 – ), kézilabdázó

## Képgalléria

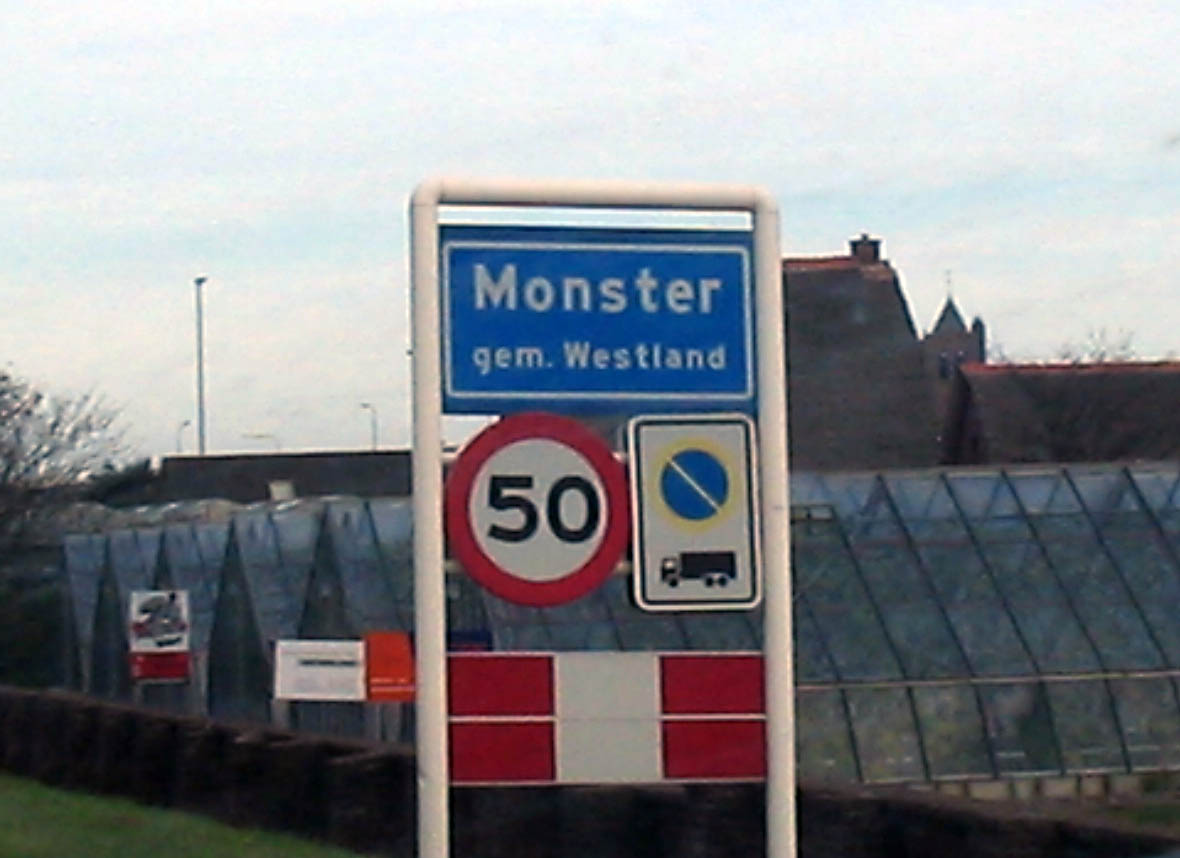
Monster
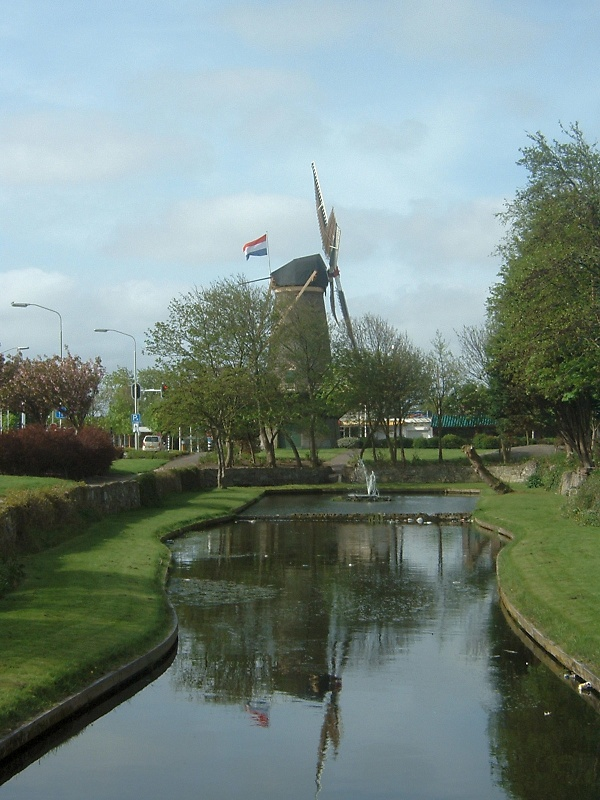
"A négy szél" szélmalom
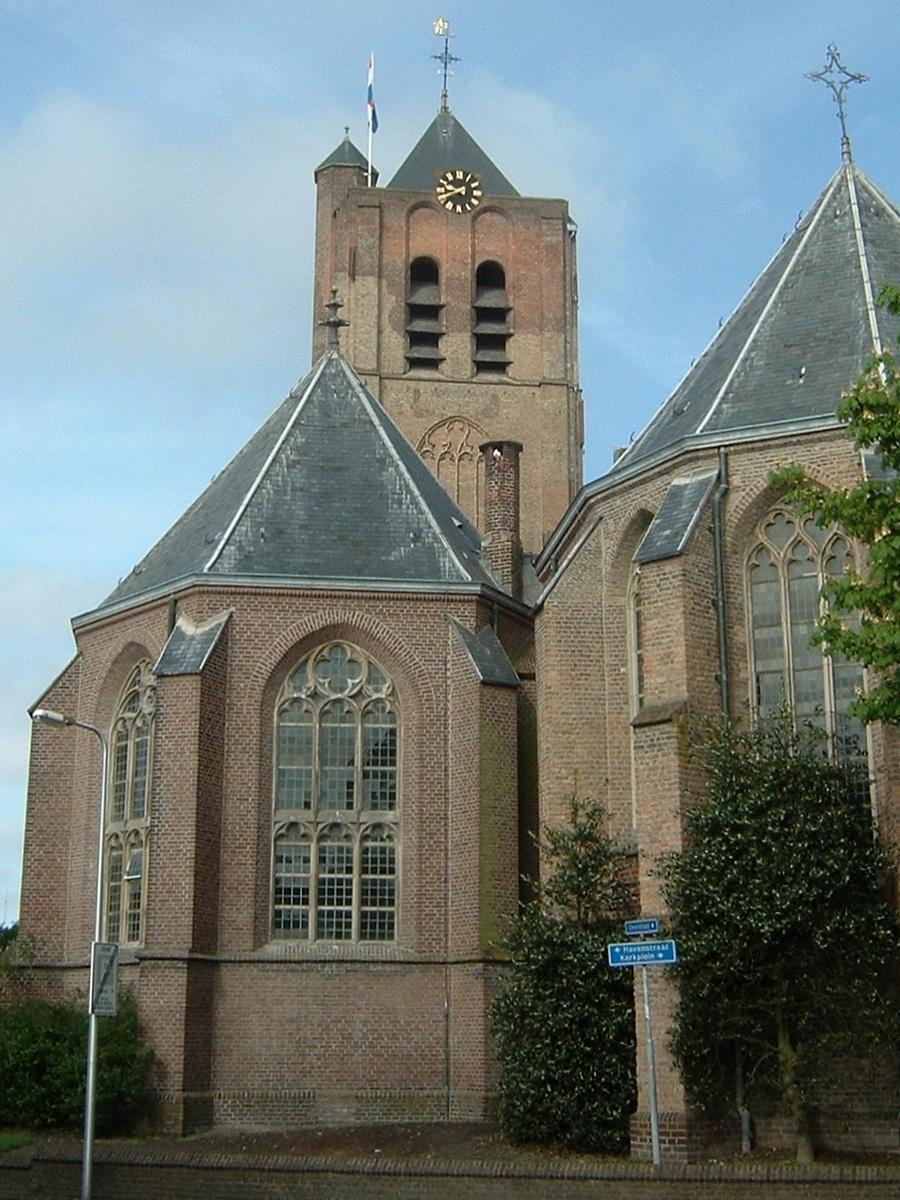
Monster temploma
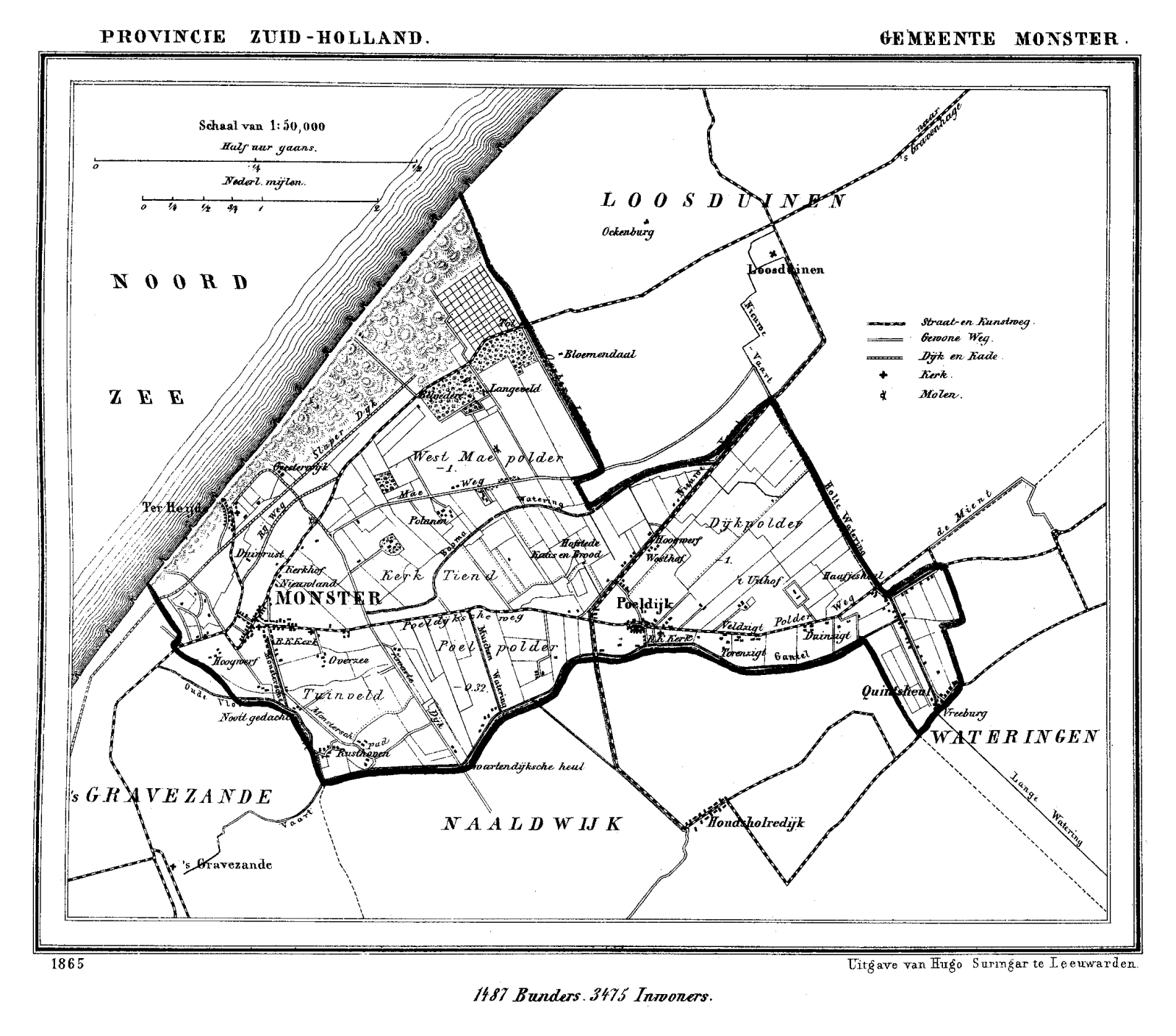
Monster 1865-ben